# Los Libertadores (métro de Santiago)
Los Libertadores est une station de la ligne 3 du métro de Santiago au Chili. Elle est située sous l'intersection entre l'avenue Américo-Vespucio Norte et l'autoroute Los Libertadores, sur la commune de Quilicura, de la conurbation de Santiago.

## Situation sur le réseau

Plan du métro.

Établie en souterrain, Los Libertadores est au lancement de la ligne, et jusqu'en 2023, la station terminus nord de la ligne 3 du métro de Santiago. Elle est située avant la station Cardenal Caro, en direction du terminus sud-est Fernando Castillo Velasco.
Elle dispose des deux voies de la ligne encadrées par deux quais latéraux.

## Histoire
La station est mise en service le 22 janvier 2019, en même temps que la ligne 3. Appelée initialement Huechuraba, elle est rebaptisée en référence à l'autoroute éponyme, adjacente à la station. Le pictogramme de la station est une représentation du monument à la bataille de Chacabuco, qui a marqué la fin de la reconquête et le début de l'indépendance définitive du pays.

## Services aux voyageurs

### Accès et accueil
La station comprend un accès équipé d'ascenseurs.

### Desserte
Los Libertadores est desservie par les rames qui circulent sur la ligne 3 du métro.

### Intermodalité
La station est connectée avec un centre multimodal où s'effectuent les correspondances avec de nombreuses lignes d'autobus du réseau métropolitain de transports en commun.